# Lophuromys dieterleni
Lophuromys dieterleni är en gnagare i släktet borstpälsade möss som förekommer i Kamerun.
Arten når en kroppslängd (huvud och bål) av 11,3 till 12,8 cm, en svanslängd av 7,4 till 7,7 cm och en vikt av 49 till 62 g. Bakfötterna är 2,0 till 2,4 cm långa och öronen är 1,7 till 1,8 cm stora. Håren som bildar ovansidans päls har bruna och gråa avsnitt vad som ger ett spräckligt utseende och undersidans päls är helt brun. Avvikande detaljer av kraniets och tändernas konstruktion skiljer Lophuromys dieterleni från andra släktmedlemmar.
Denna gnagare hittades nära en kratersjö av Mount Oku i östra Kamerun. Fem individer upptäcktes 1967 och ytterligare fem exemplar mellan 2006 och 2008. Utbredningsområdet ligger cirka 2000 meter över havet. Bergsskogarna där arten lever var året 2016 cirka 100 km² stora. Det är oklart om Lophuromys dieterleni kan leva i angränsande landskap.
Delar av skogarna omvandlas till betes- eller odlingsmarker. I viss mån förekommer även skogsbruk. IUCN listar arten som starkt hotad (LC).